# インペリアル・イースター・エッグ
インペリアル・イースター・エッグ（英語：Imperial Easter Egg）は、金細工師ファベルジェによって製作された宝石で装飾した金製の卵型の飾り物のうち、1885年から1916年の期間にロマノフ朝ロシア皇帝アレクサンドル3世、ニコライ2世に納められたイースターエッグ50個を指す。モスクワ・クレムリン宮殿の武器宮殿で見ることができる。
ロシア革命後、国有資産に組み込まれながら国外流出し、収蔵先はロシアの次にアメリカに多い。その希少性からオークションで1000万米国ドル相当の値が付いたものもある（2004年時点）。
日本ではこれらを「ファベルジェの卵」と呼ぶことがあり、その場合は厳密には広く皇帝以外の注文主も含み、総点数58個、そのうち14個前後は所在地が公開されていない。また場合によってはファベルジェ風のデザインで20世紀、21世紀に作られたものを指す。

## 歴史

### 皇帝のイースターエッグ

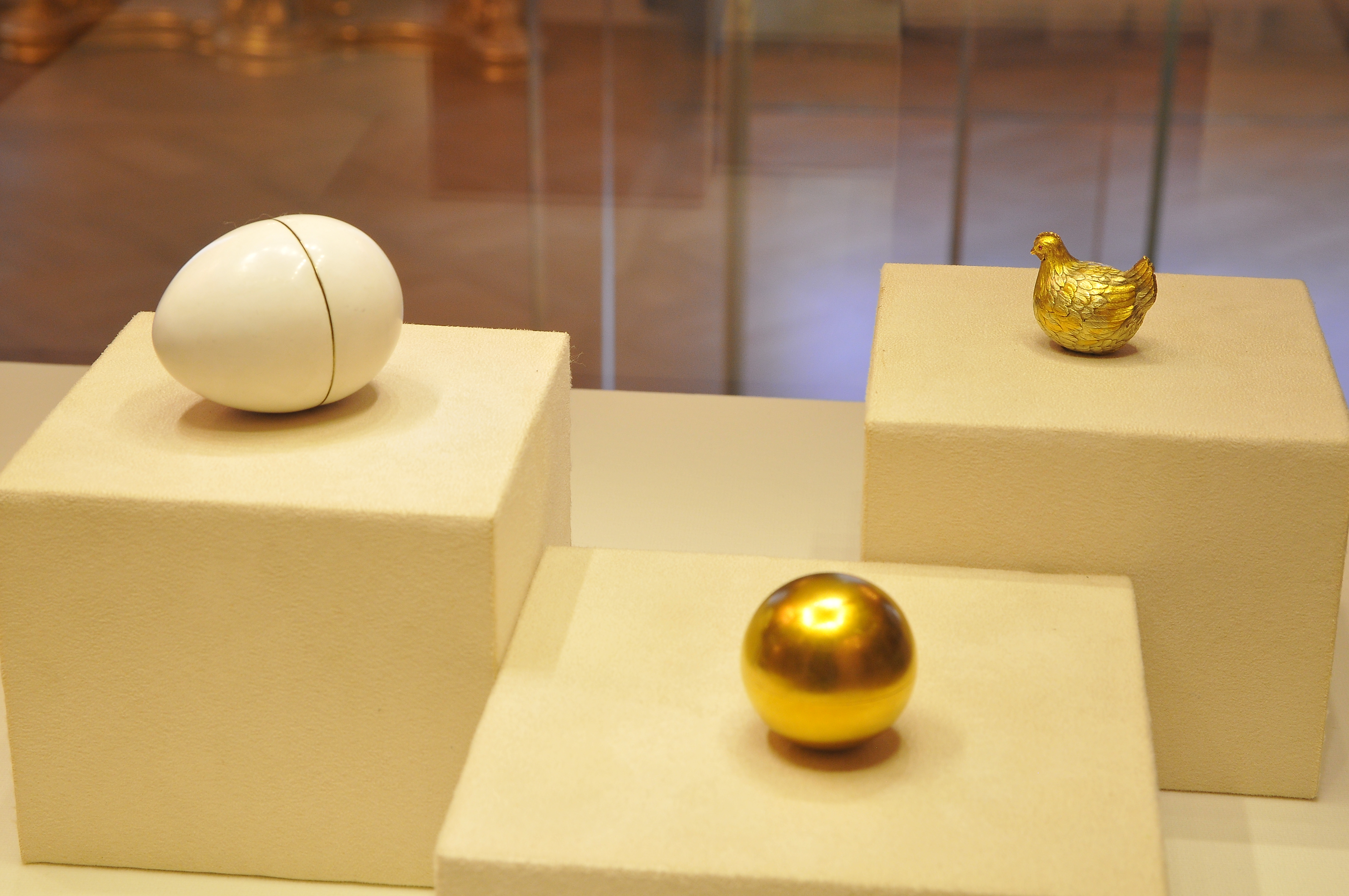
最初のめんどり (Hen Egg)。左から殻、卵黄、めんどり (マリア皇后へ、1885年)

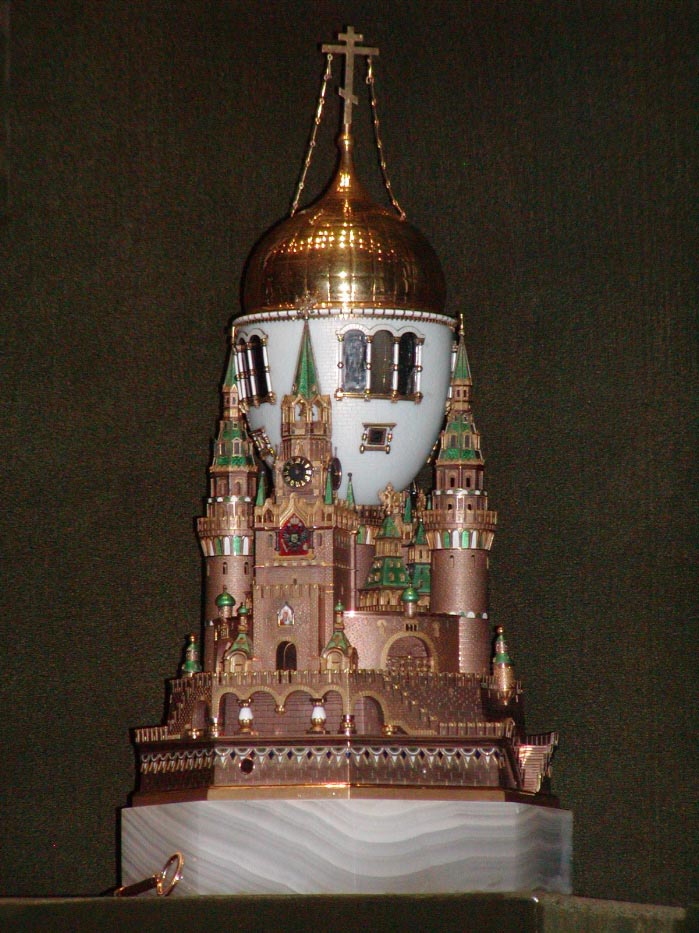
モスクワのクレムリン宮殿 (アレクサンドラ皇后へ、1906年)

「皇帝の」イースターエッグとして1885年、アレクサンドル3世は金細工師ファベルジェに、初めて皇后マリアに贈る黄金のイースターエッグを作らせた。皇帝が結婚20周年の記念に卵型の贈り物を選んだ背景には皇后から聞いた少女時代の思い出があり、デンマークの伯母ヴィルヘルミーネ・マリーが持っていた黄金の入れ子の卵は白い卵殻から雌鳥（めんどり）が現われ、それを開くとダイヤモンドをちりばめた王冠が入っていて、さらに中からダイヤモンドの指輪が出てくるデザインだったという。
マリア皇后に贈られた純金製の卵は金の素地にエナメルを厚塗りした白い「殻」を開くと、つや消しの黄金で出来た卵黄が現われる。それがひとつめの「お楽しみ」(仕掛け) で、かみ合わせ式の留め金（バヨネット）を外すとスウェードを貼り巣に見立てた中に、色味の異なる金を数種類使い分けためんどりの像がすわっていて、めんどりの留め金を開くと中からダイアモンドを施した小さな帝冠とルビーのペンダントヘッドが現われたというが、2つとも現存しない。この贈り物は「最初のめんどりの卵」と名づけられた。
アレクサンドル3世は最初のイースターエッグがたいへん喜ばれたことからピーター・カール・ファベルジェを「皇室御用達金細工師」に任命すると、翌年、もう1つ作らせ、それから毎年、黄金の卵は恒例の特注品となった。やがて年月とともにデザインがより精巧になっており、皇帝に細かい指示を与えられたファベルジェが自由にデザインする許可を受けたと考えられる。またファベルジェ家の言い伝えによれば、一つひとつのエッグに必ず「お楽しみ」という小物が入れてあること以外、アレクサンドル3世にさえ、どんな形に仕上がるのか知らせなかったという。
1894年11月1日、アレクサンドル3世が没すると注文主は息子のニコライ2世に代わり、妻アレクサンドラと母マリアに黄金の卵をプレゼントし続けた。製作はまずファベルジェ本人がデザイン原案を承認すると、加工はMichael Perkhin、Henrik Wigström、Erik August Kollinら歴代の職人頭が受け持っている。1904年から1905年の間は日露戦争のため、卵は作られなかった。1917年にロシア革命が勃発、2代のロシア皇帝に納めたエッグの50点目に当たる「カレリアの白樺」は、皇帝の手元に届くことはなかった。皇帝に納めたうち、現在まで伝わったものはこれをふくめて44点である (2014年に発見された1点を含む)。

### 1700年代の先例
エルミタージュ美術館の研究員タマラ・V・クドリャウゼウによると ロシア皇室にはイースターエッグの贈り物の先例があり、ファベルジェが製作した「ピョートル大帝」（1903年）のモデルは、エリザヴェータ1世のモノグラム を施し時計を組み込んだデザインで製作時期は1757–1758年、製作地はパリであるという。皇帝のイースターエッグの最初期の例で、その後、皇位を後継した女帝エカチェリーナ2世の治世にも、恋人のグリゴリー・ポチョムキンからの贈り物と伝わる七宝細工の黄金の卵形の香炉（brûle parfum エルミタージュ美術館収蔵）が伝わり、このほかに数例がある。

### 民間の注文品
ファベルジェ商会はロシア革命までの時期にチャーチル夫人 (1902年) やロスチャイルドのパリ分家ロチルド家（1902年）、ユスポフ家 (1907年）、ノーベル家 (1914年) と、ごく限られた客の注文に応じ、20世紀初頭のロシアの実業家アレクサンドル・ケルヒには7個シリーズを納めた。

## 国外に散逸
ロシア革命が起き、軍に囚われたアレクサンドラ皇后の持ち物はペトログラードの宮殿に残され、ボルシェビキの逮捕を免れたマリア皇太后はイースターエッグをひそかに持ち出した。ロマノフ朝の宮殿は荒らされて皇帝の持ち物や貴金属品は略奪に遭うものの、黄金の卵はピーター・ファベルジェの息子アガトン・ファベルジェに獄中で見積もらせた金額では買い手が付かず、数百ドルで換金されたと伝わっている。レーニンは宮殿に残った皇室の宝物を守ろうと、ペトログラードからモスクワのクレムリン武器宮殿に移送させる。革命成立のおよそ1年後、ボリシェヴィキがファベルジェ商会を国有化した。
ヨシフ・スターリンは、外貨獲得の手段として1927年からいくつものエッグを競売にかけさせる。1930年と1933年には14点のインペリアル・イースター・エッグがソビエト連邦から流出、そのとき父を介してレーニンと人脈のあったアメリカの実業家アーマンド・ハマーがまとめて買い付けた (#リリアン・トマス・プラットの項を参照) 。ほかにも宝石商ウォルツキから派遣されたエマヌエル・スノーマンも競り落として国外に持ち出している。ウォルツキはやがてロンドン随一の宝石商に成長し、ロシア革命から100年近く行方不明だった「3番目の卵」(1887年製) がアメリカで再発見された2014年、これを買い取り、個人コレクションに仲介している。皇室から動乱期に流出したイースターエッグのうち7点は行方がわかっていないが、1889年製の「小物入れ」、「デンマーク王国祝祭」(1903年製) と「亡きアレクサンドル3世をしのんで」(1909年製) の3点は写真が残っている。

## アメリカの5大コレクター

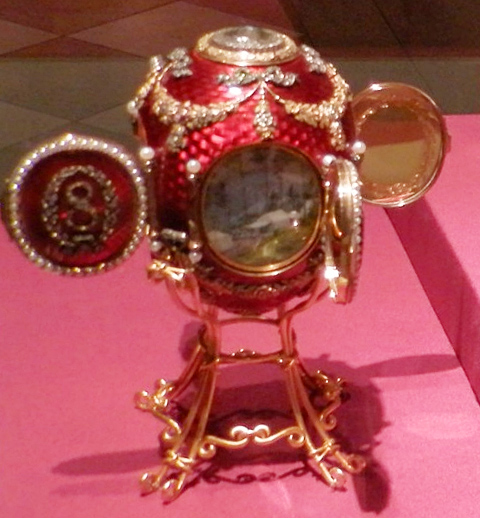
カフカス (皇后マリアへ、1893年)

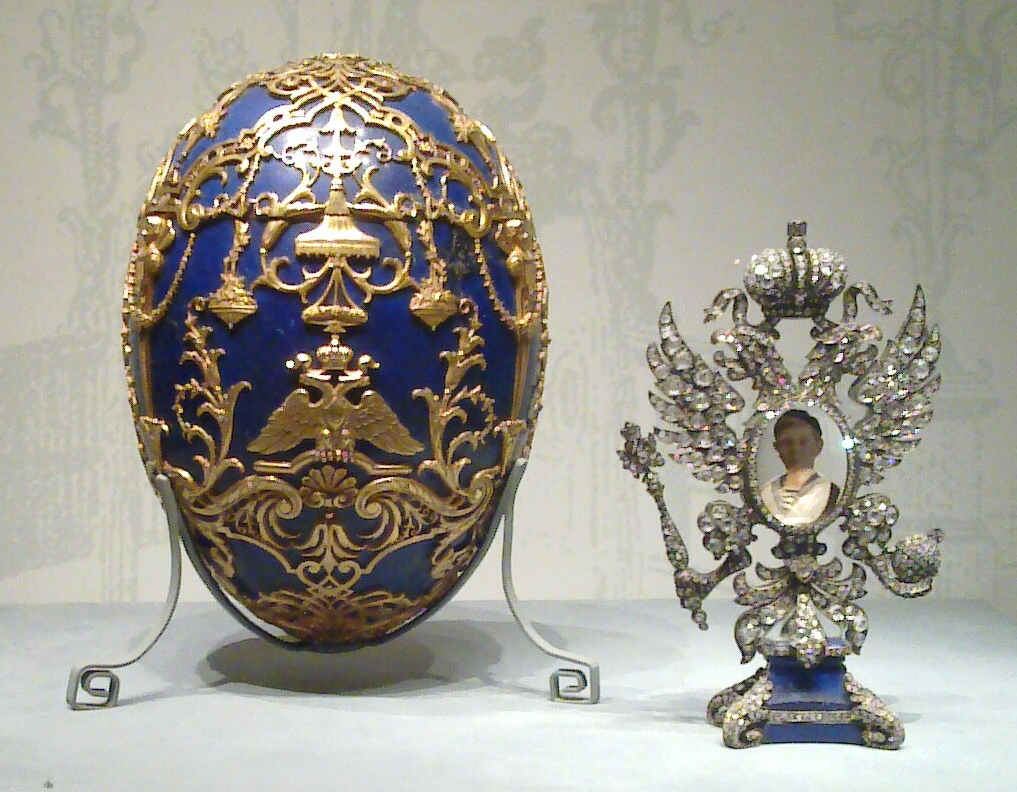
ツァレーヴィチ、または皇太子アレクセイ (皇后アレクサンドラへ、1912年)

アメリカのコレクターは1920年代から現われ始め、中でも財力と人脈によりコレクションを築いた屈指の蒐集家が5人いる。

### リリアン・プラット
バージニア州出身で皇帝のイースターエッグ5点を所蔵したリリアン・トマス=プラットは、ゼネラルモーターズ重役ジョン・プラットの妻でたいへん富裕だった。ファベルジェの卵を持つきっかけは1920代に知人の富豪アーマンド・ハマーに勧められたからで、ニューヨークの骨董商ラ・ヴィエイユ・ルシーを介して入手した5点とは「水晶 (回転するミニチュア絵画)」、「ペリカン」、「 ピョートル大帝」、「ツァレーヴィチ (皇太子アレクセイ)」、「皇族の肖像と赤十字」である。やがてプラットのロシア文物のコレクションは400点超 とアメリカで最も大きくなり、1947年に死去すると遺言により創建したばかりのバージニア州立美術館（リッチモンド市）に寄贈される。同館の収蔵品の核をなす「リリアン・プラット・コレクション」の内訳は、ファベルジェ製の宝飾品のほかに新生ソビエト連邦政府から持ち出されたアクセサリー類や家具から陶磁器にわたる。

### マチルダ・G・グレイ
マチルダ・ゲディングス・グレイ（Matilda Geddings Gray）が所有した「デンマークの宮殿」、「ナポレオン」と「カフカス」は、その名を冠した財団(Matilda Geddings Gray Foundation)が管理している。他施設収蔵のファベルジェの卵とともにバージニア美術館の展示に貸し出したことがある。

### マージョリー・M・ポスト
27歳のとき父C・W・ポストから食品会社を相続したマージョリー・メリウェザー・ポストは、1929年にゼネラルフーズの社主となり当時アメリカ随一の女性の大富豪といわれた。所有した黄金の卵は最晩年の遺言によりマージョリー・メリウェザー・ポスト財団に寄託、美しい庭園を一般開放する私設美術館ヒルウッド庭園美術館が管理する。

### インディア・E・ミンシャル
ニューヨークの宝石商ラ・ヴィエイユ・ルシーから1943年に「キリストと聖女の肖像と赤十字」を入手したインディア・アーリー・ミンシャルはポカホンタス石油会社の創業者 T・エリス・ミンシャルの妻。ミンシャルが得た品は同じ年にモスクワの骨董品店 Antikvariat から匿名の購入者に売却されたものの転売と考えられる。著書 "The Story of My Russian Cabinet" に「ファベルジェを北のセリーヌと呼ぶ人もいるけれど、どんな宝石商もファベルジェの前ではかすんでしまう」と記している。1965年、宝飾工芸品コレクションを全点オハイオ州のクリーブランド美術館に遺贈。

### マルコム・フォーブス
アメリカの経済誌「フォーブス」の元発行人マルコム・フォーブスは皇帝のイースターエッグ9個を自分のコレクションに加え、さらにファベルジェ宝飾品およそ180点を所有。死後、イースターエッグはオークションでロシアの美術コレクターに一括して買い取られた。

## 展覧会に現われた黄金の卵
ファベルジェの卵は1990年代まで、ロシアを除くとアメリカのコレクターの所蔵数がいちばん多く、展覧会に出品する機会もあった。各地から借り受けて開いた例は1989年のサンディエゴ美術館と、年のメトロポリタン美術館（ニューヨーク市）があり、バージニア州立美術館（リッチモンド市）が企画した展覧会では寄託品が中心である。

### サンディエゴ美術館
1989年、アメリカ・カリフォルニア州のサンディエゴ美術館はファブルジェの卵 26 点を各地から借り入れると芸術祭の一環で展示した。これほどまとまった数のエッグの公開は前にも後にも例がない。

出品リストは次のとおり。略号のMとAはそれぞれマリア・フョードロヴナ皇后（のちの皇太后）とアレクサンドラ・フョードロヴナ皇后に贈られたことを示す。

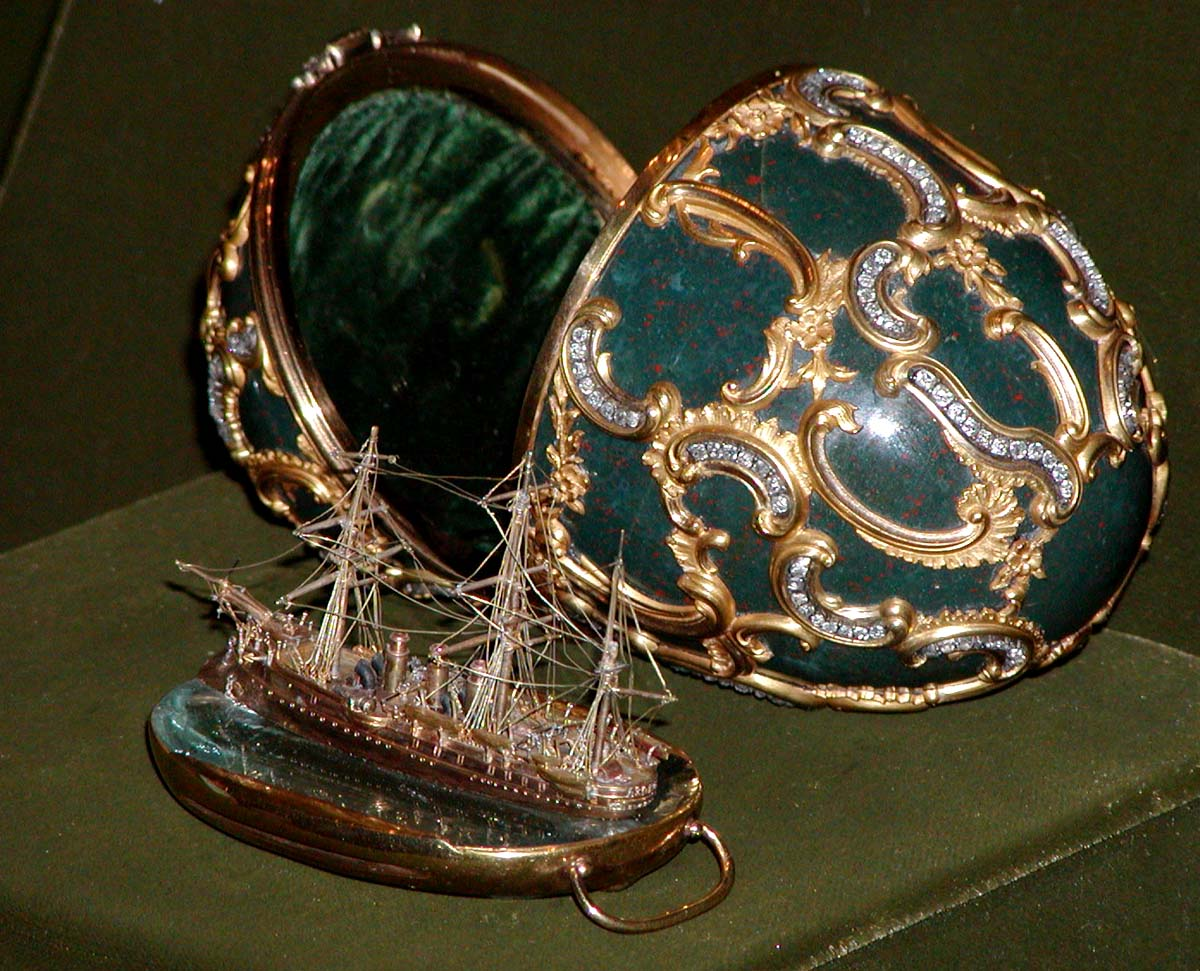
クレムリン武器宮殿 8点 (1/8) アゾフの思い出（1891年、M）
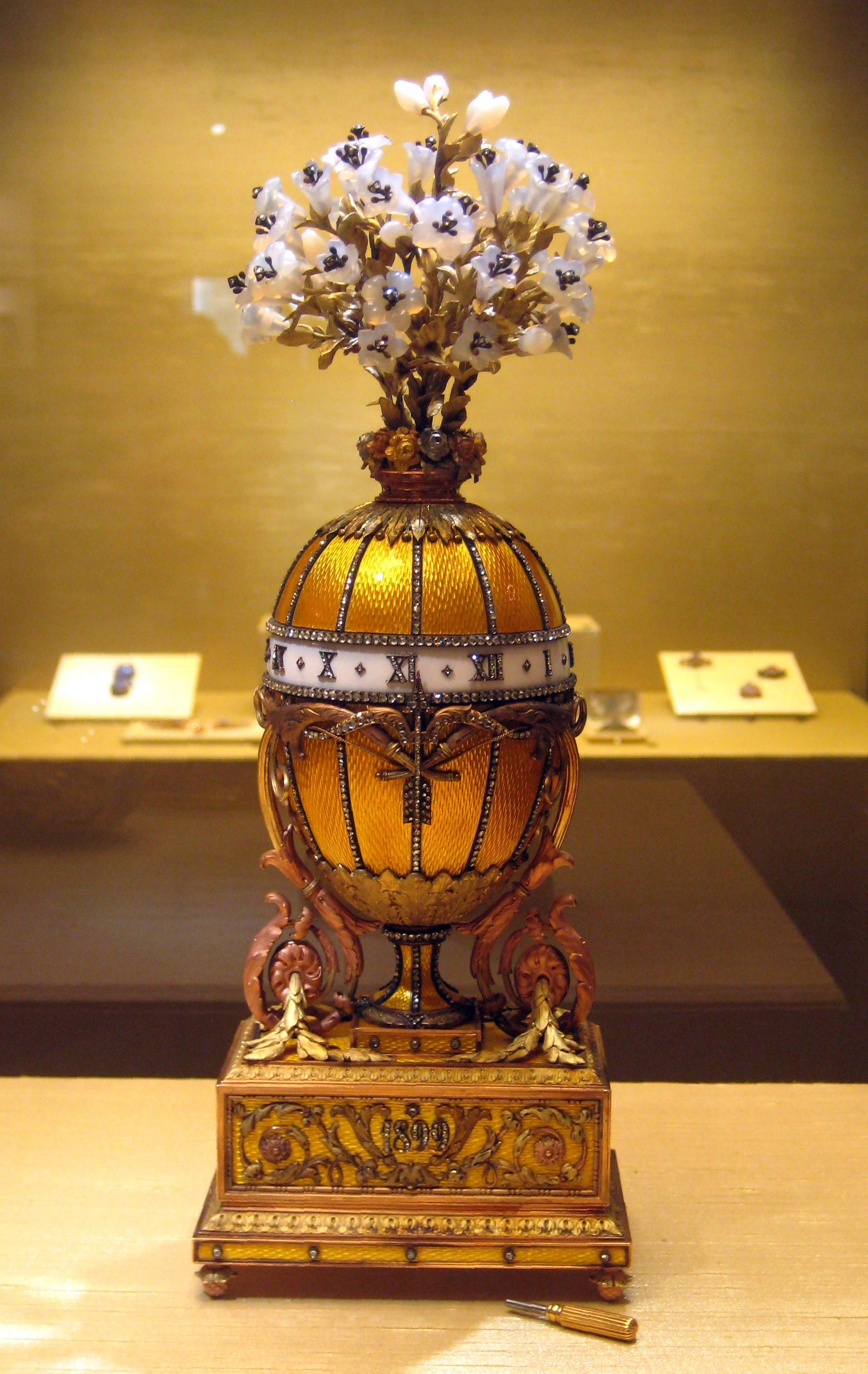
(2/8) 百合の花束の時計（1899年、A）
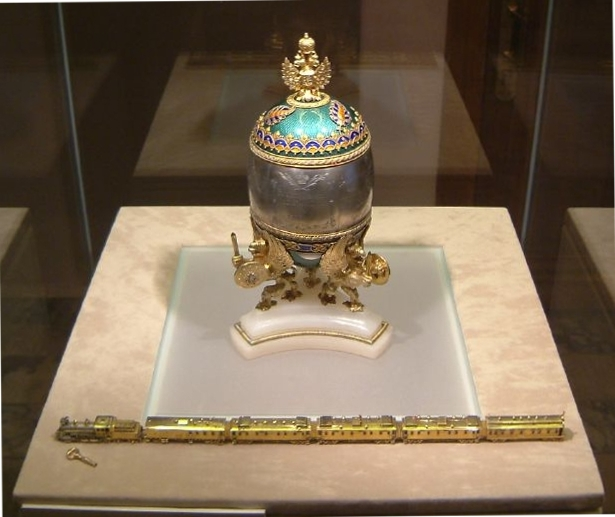
(3/8) シベリア横断鉄道（1900年、A）
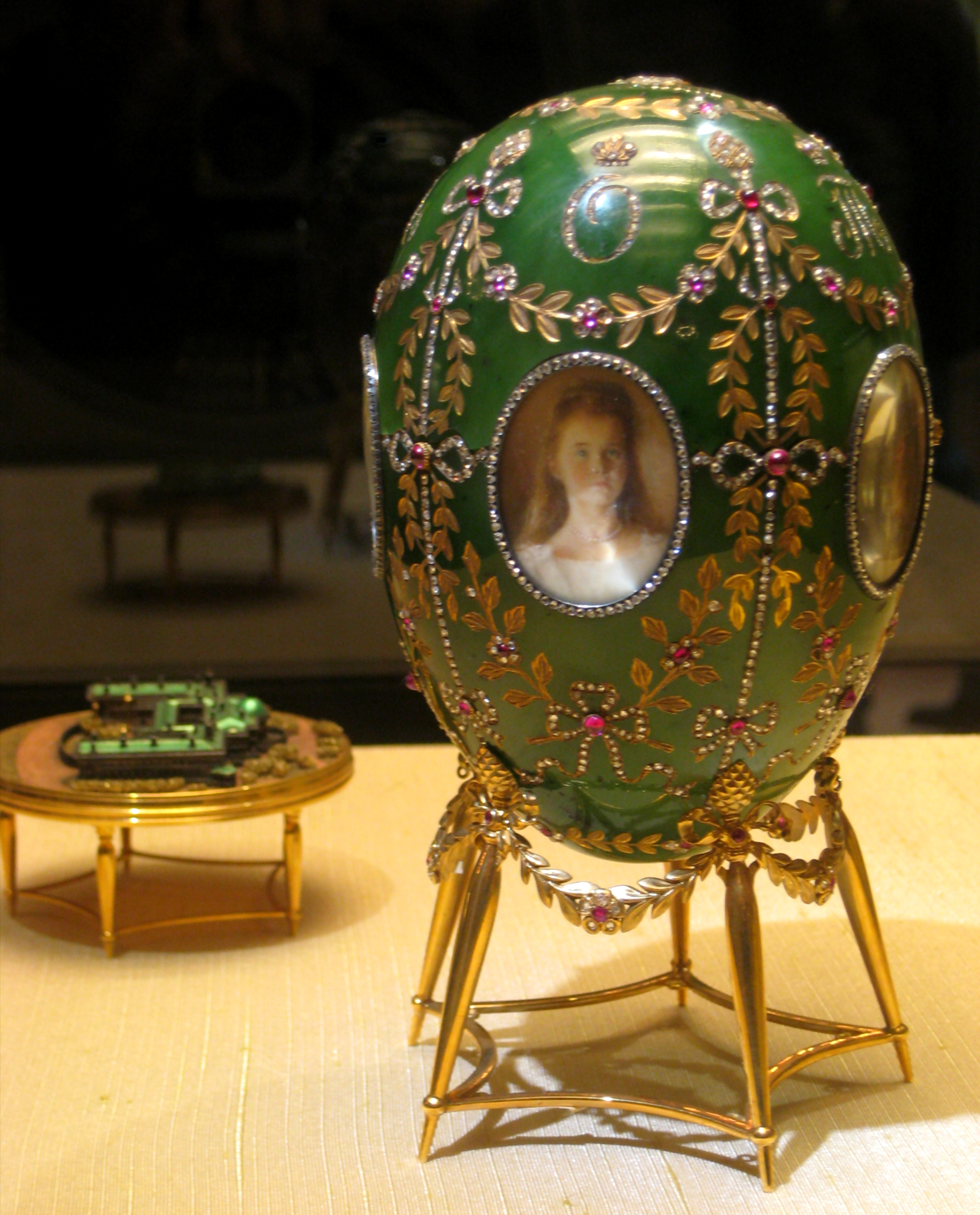
(4/8) アレクサンドル宮殿（1908年、A）
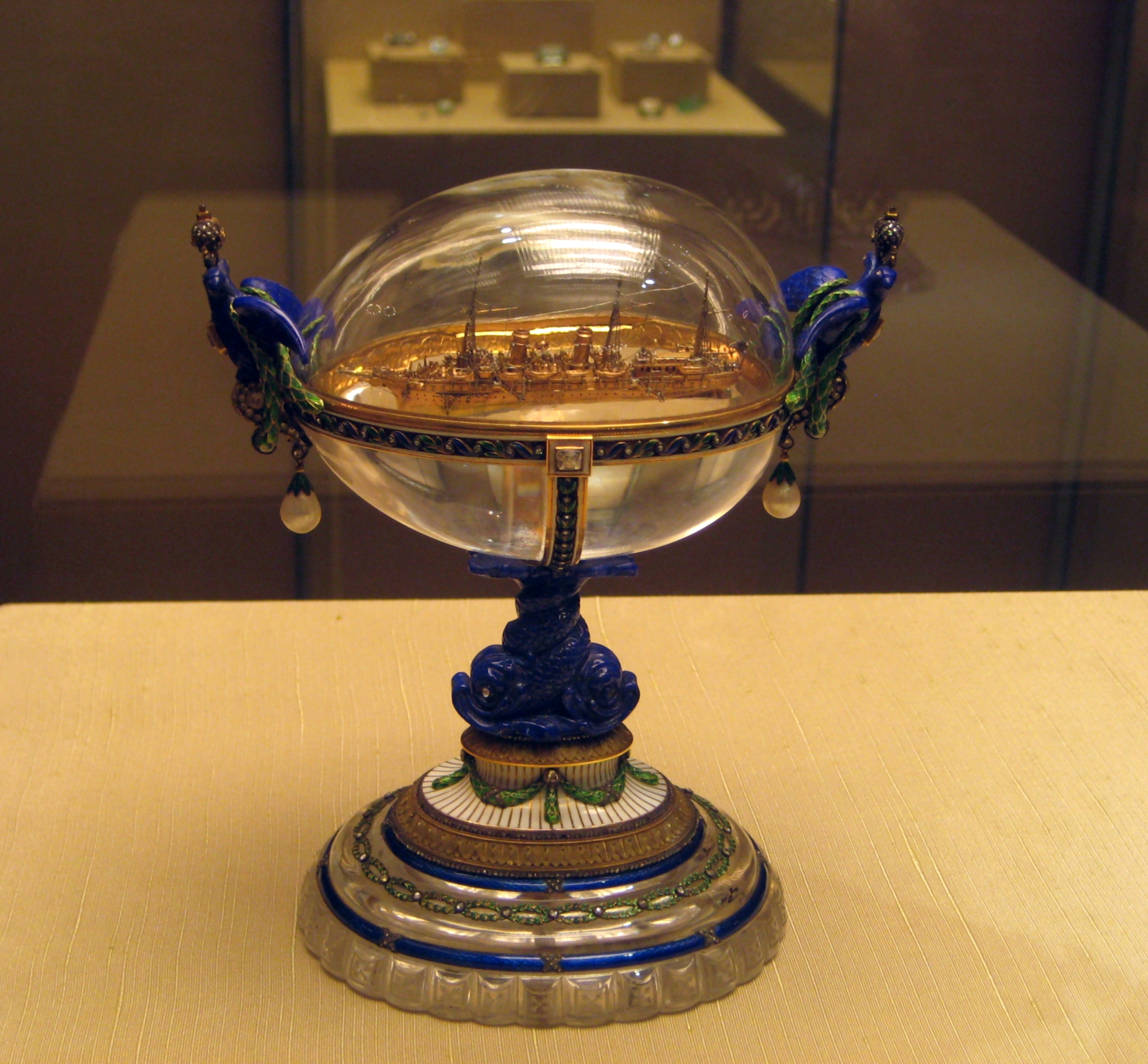
(5/8) スタンダールの帆船（1909年、A）
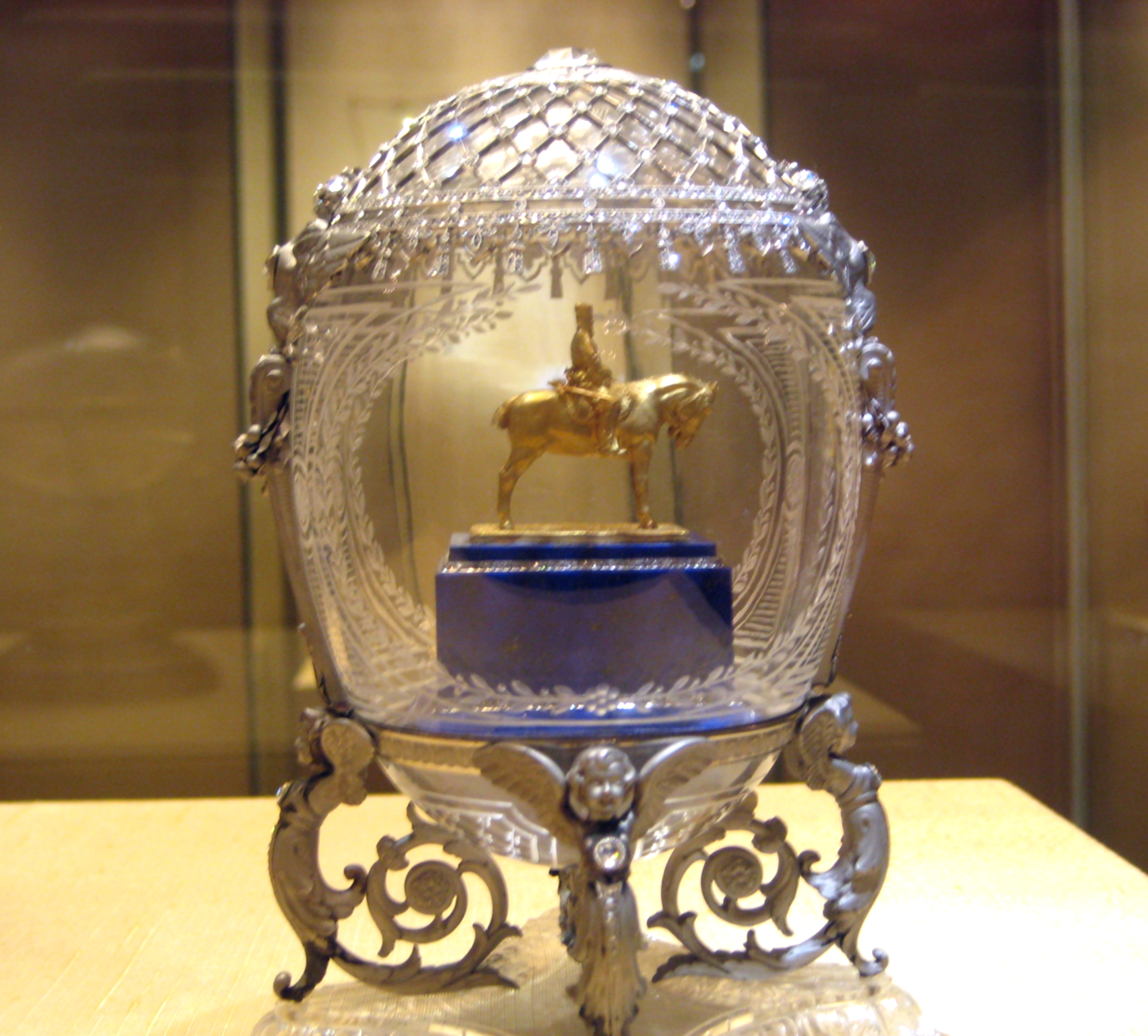
(6/8) 馬に乗るアレクサンドル3世（1910年、A）
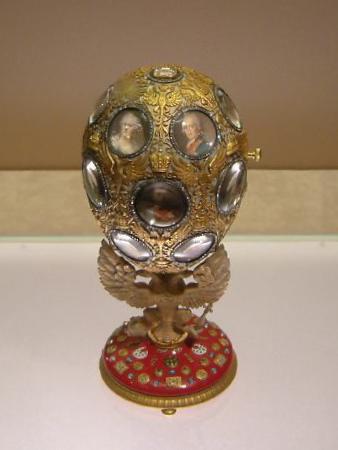
(7/8) ロマノフ王家の300年（1913年、A）
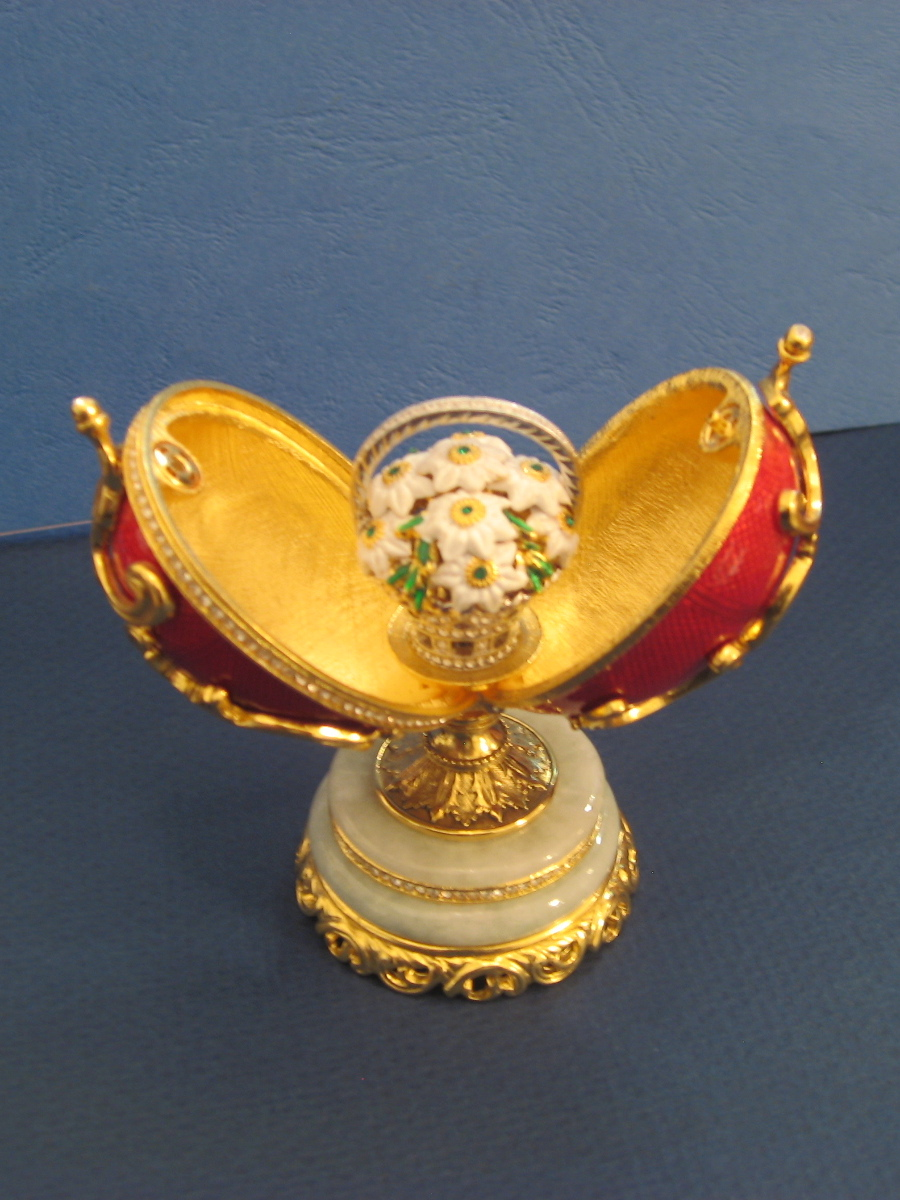
フォーブス旧蔵品 9点 (1/9) 春の花々（1885年–1890年頃、M）[注釈 5]
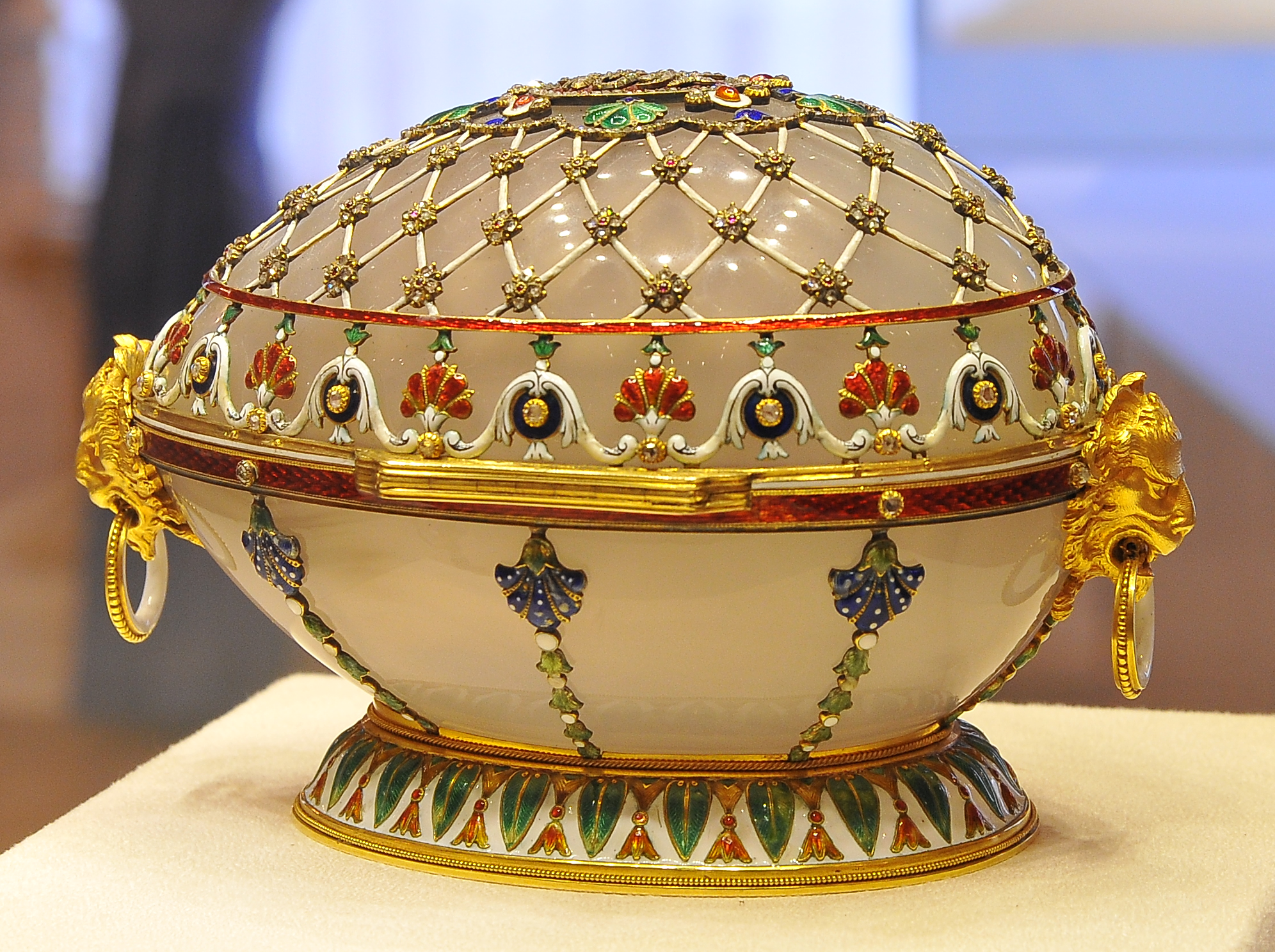
(2/9) ルネサンス（1894年、M）
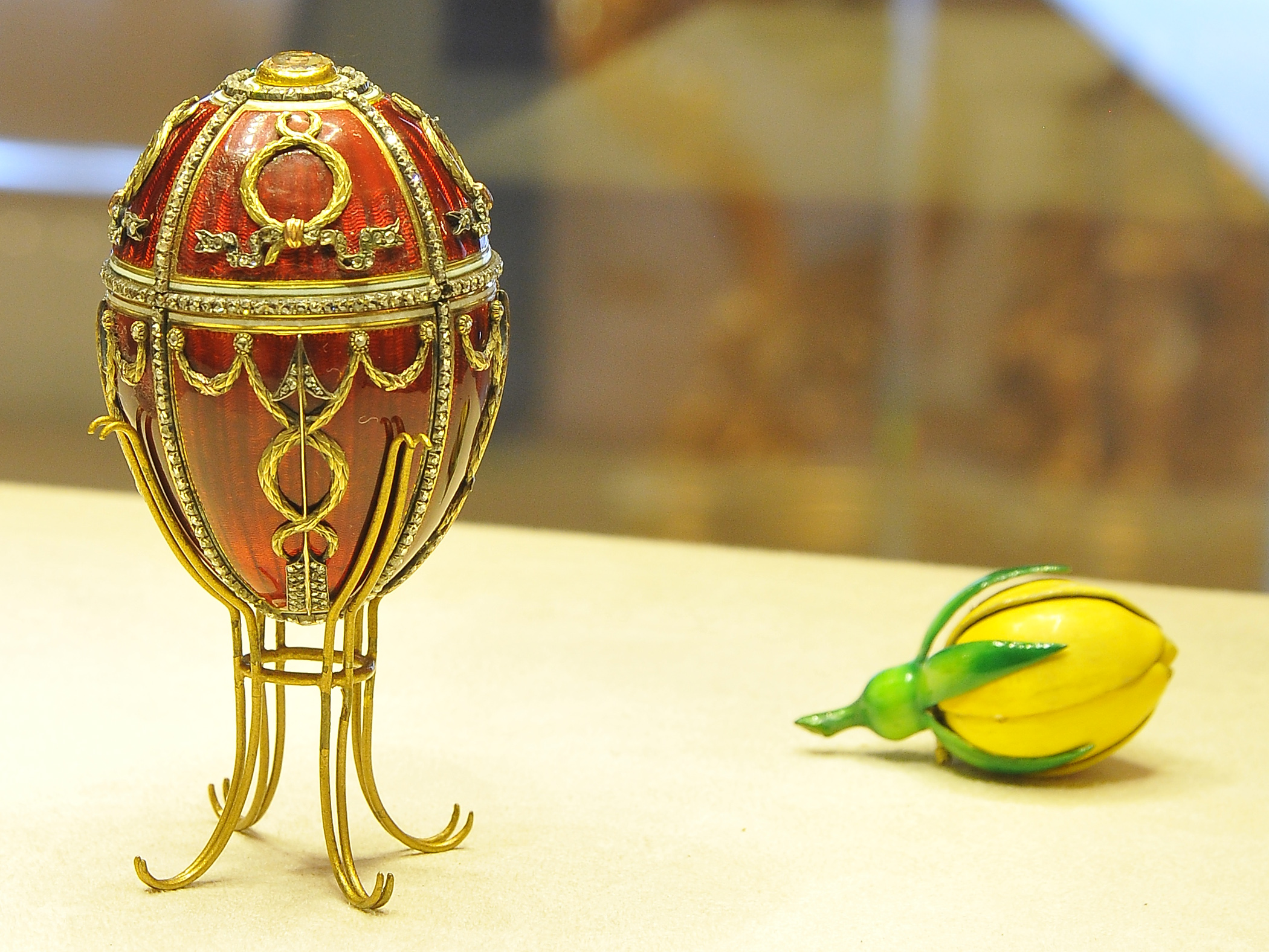
(3/9) 薔薇のつぼみ（1895年、M）
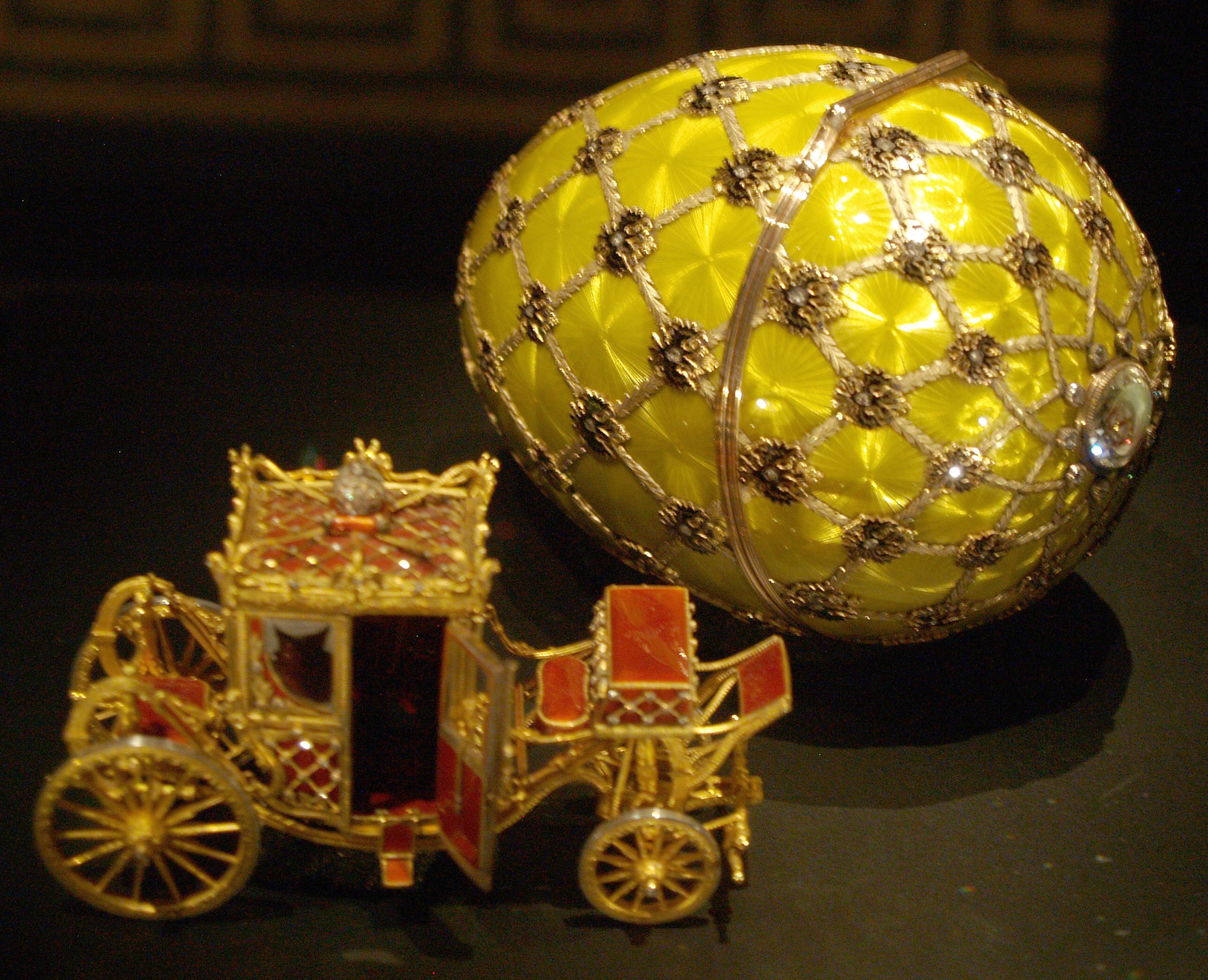
(4/9) 戴冠式（1897年、A）
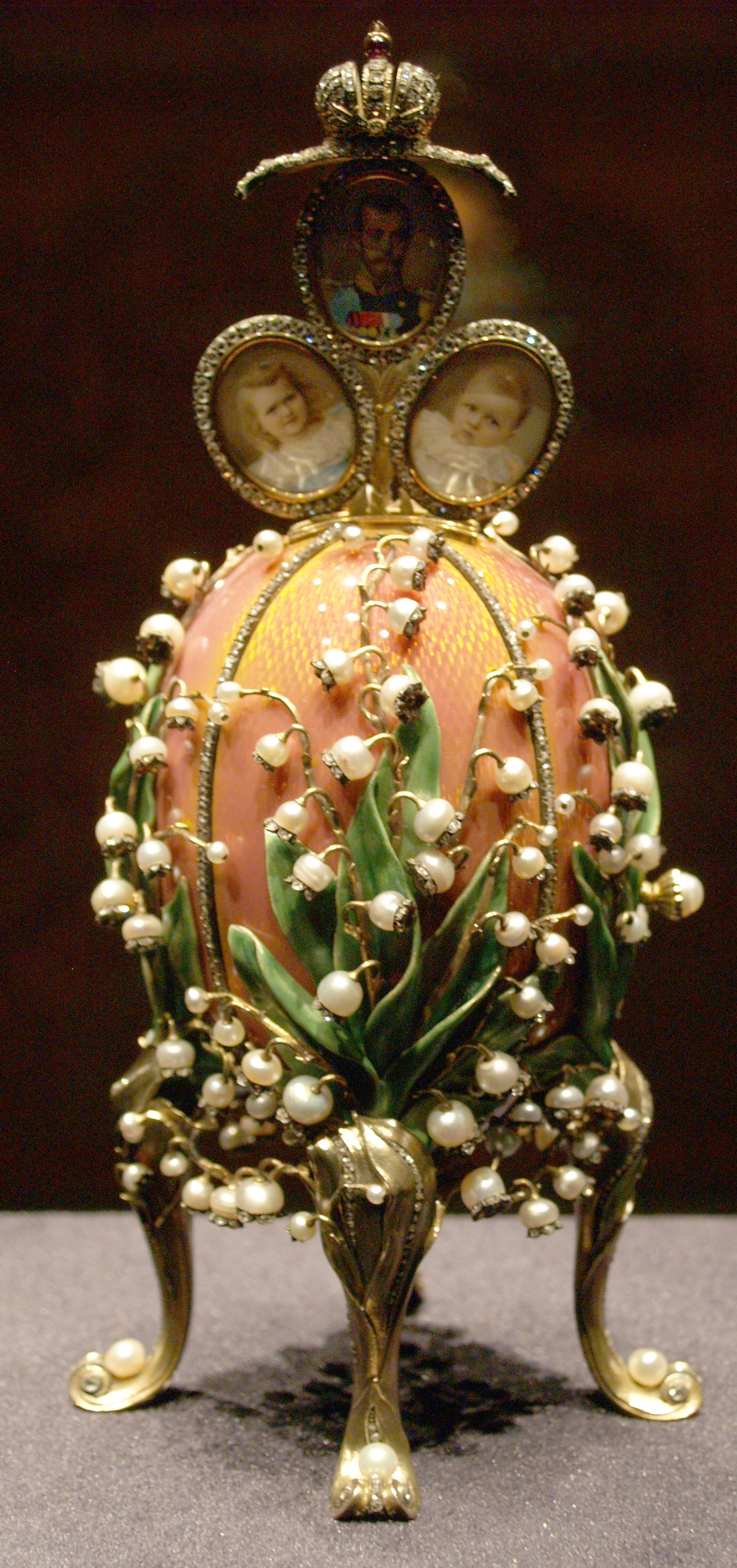
(5/9) すずらん（1898年、A）
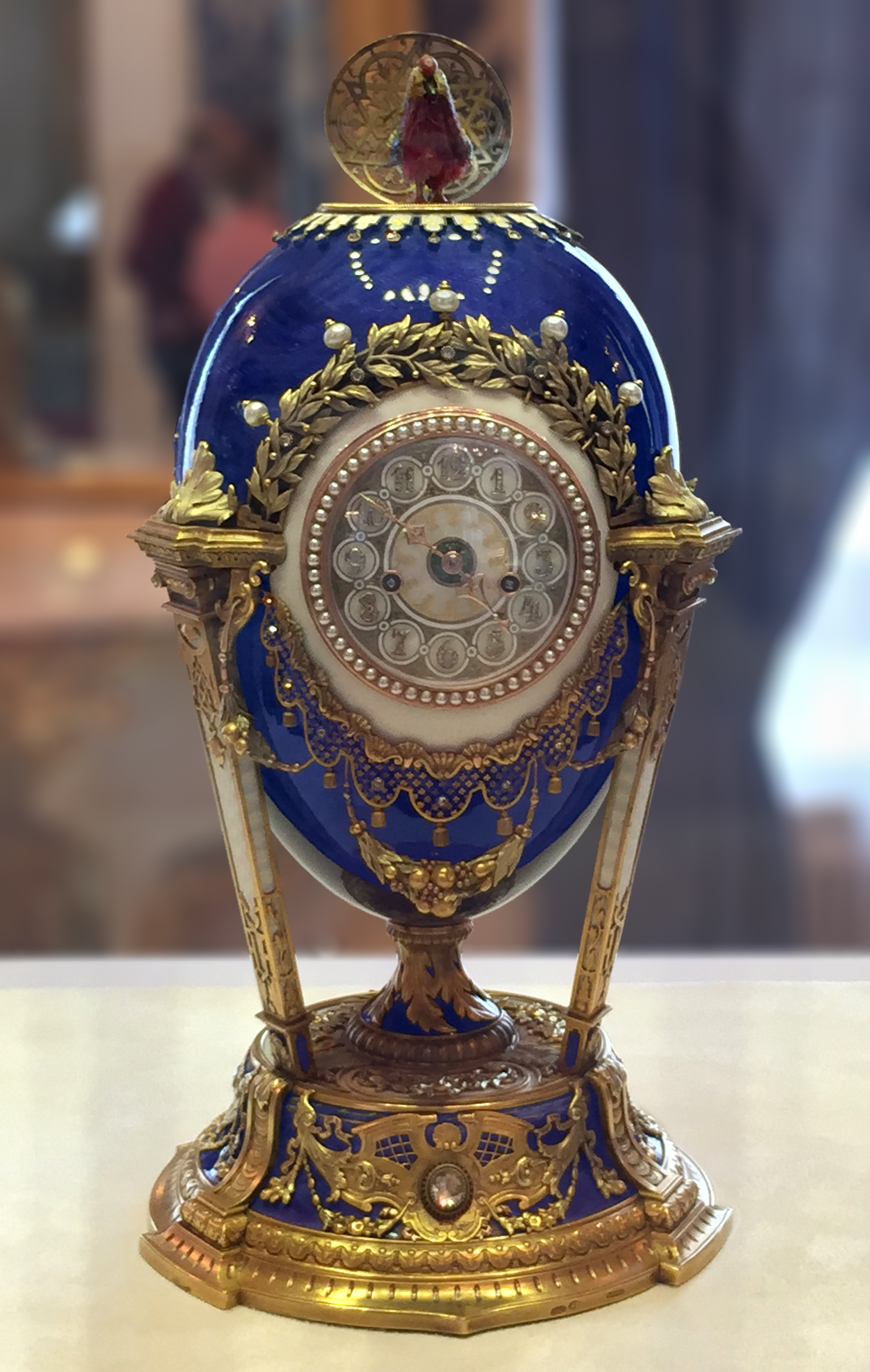
(6/9) 若いおんどり（1900年、M）
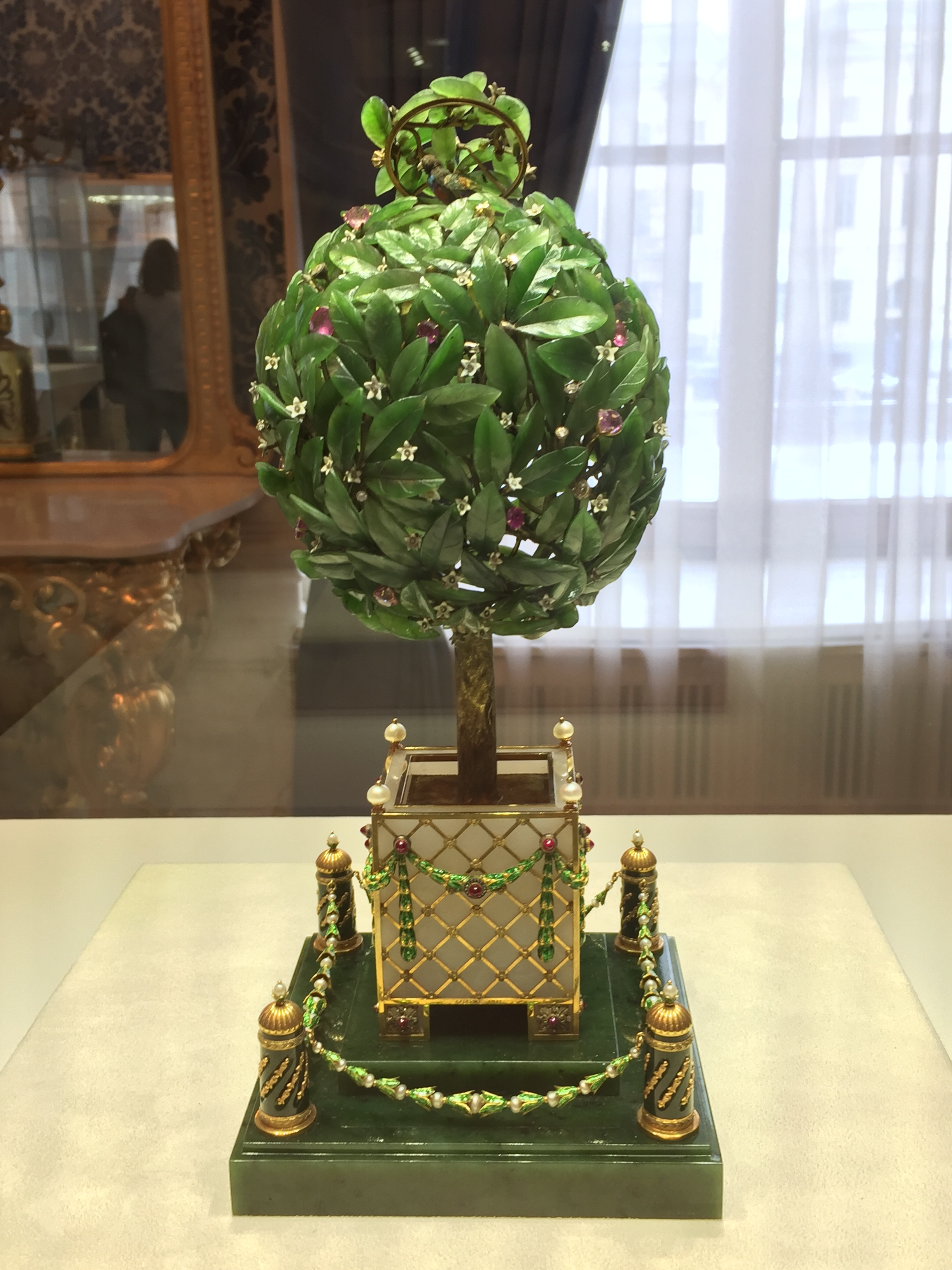
(7/9) 月桂樹（1911年、M）
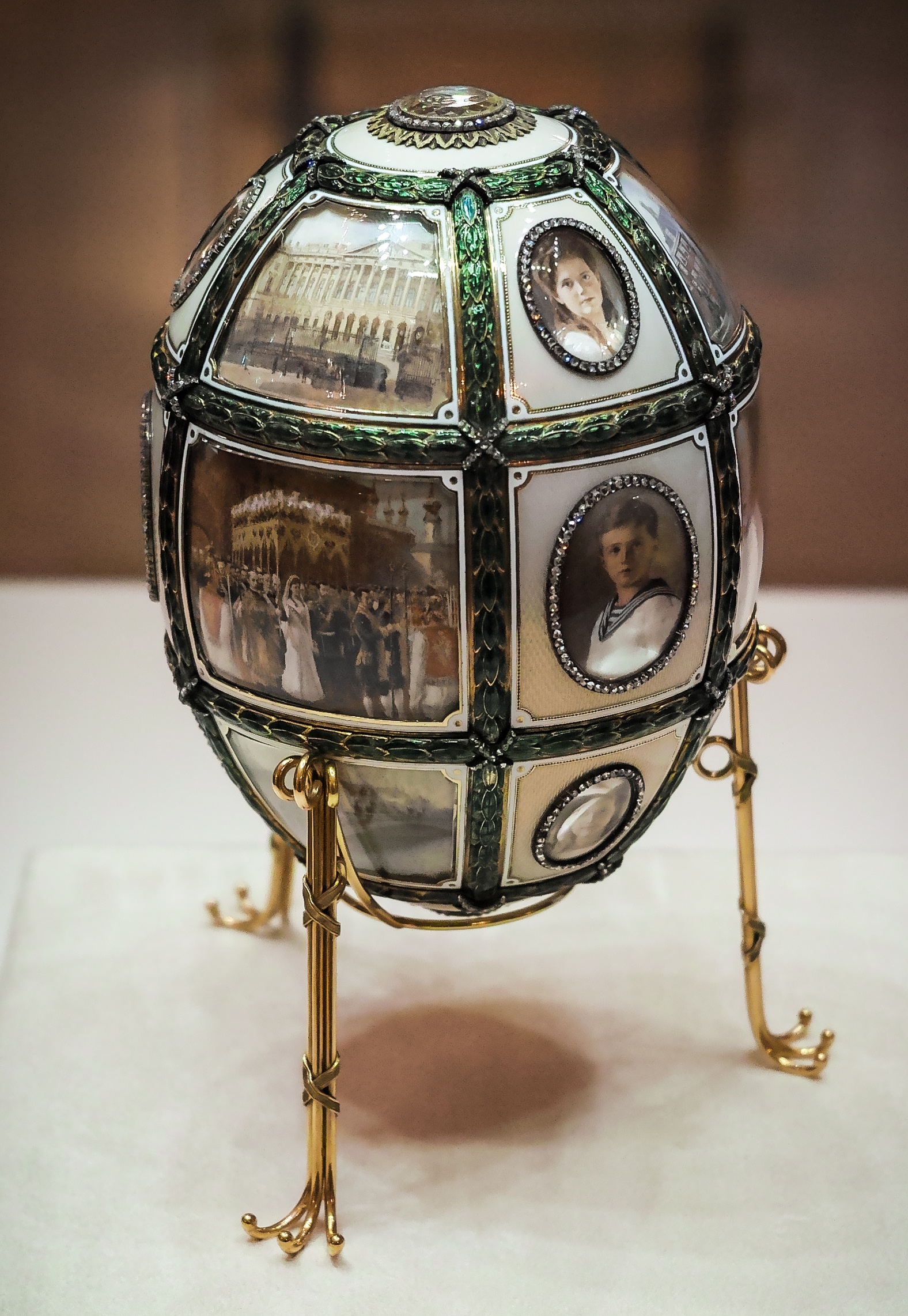
(8/9) 15周年（1911年、A）
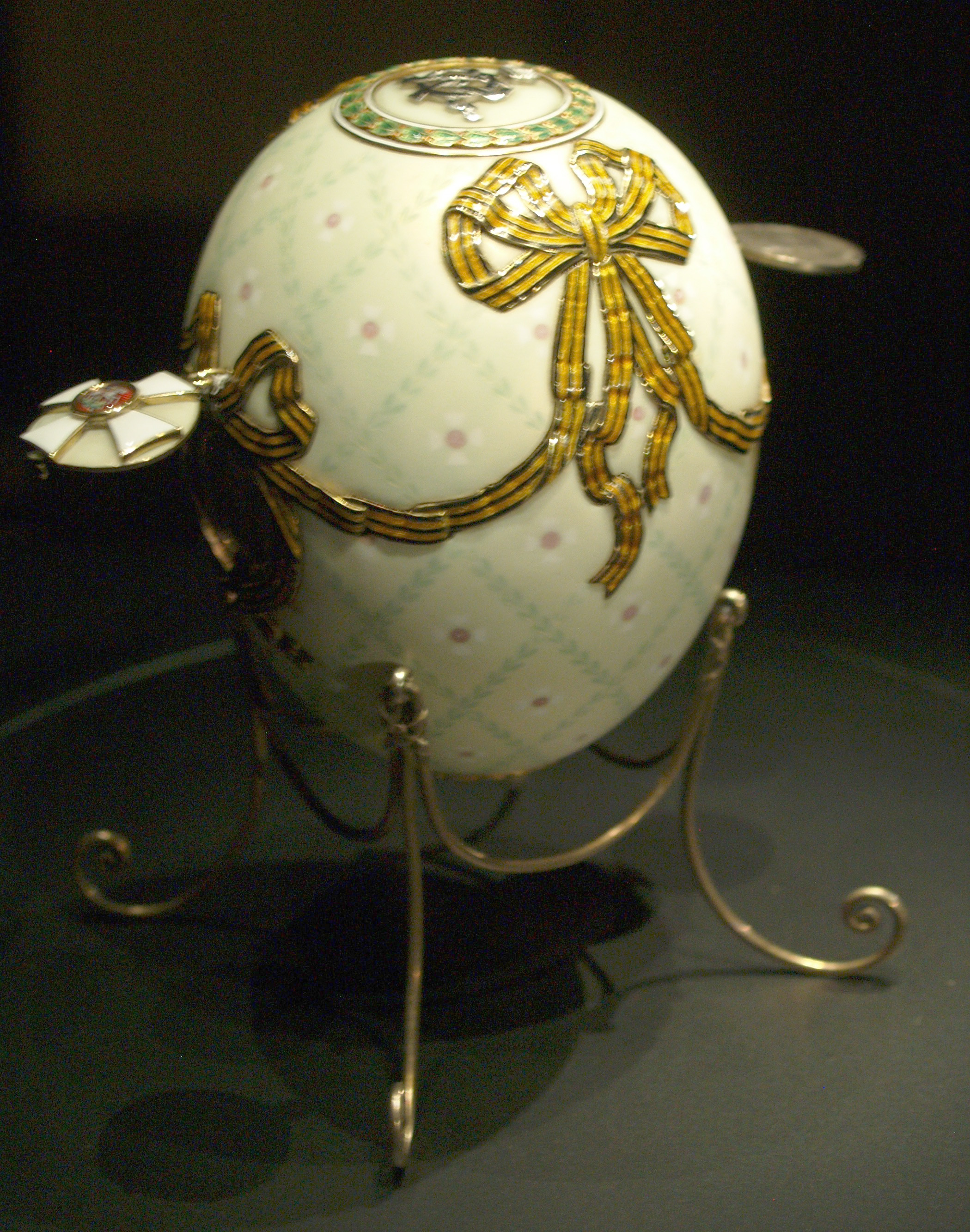
(9/9) 聖ゲオルギ勲章（1916年、M）
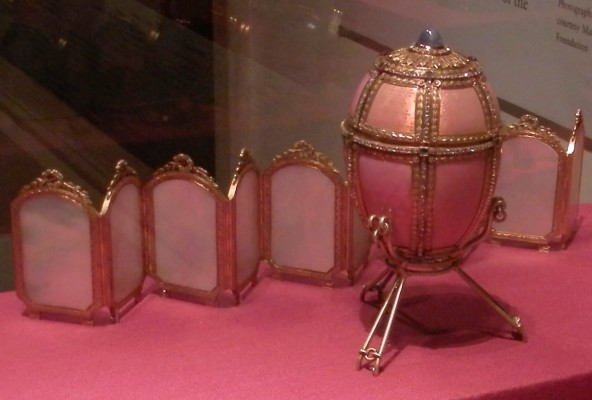
ニューオリンズ美術館3点  (1/3) デンマークの宮殿（1890年、M）
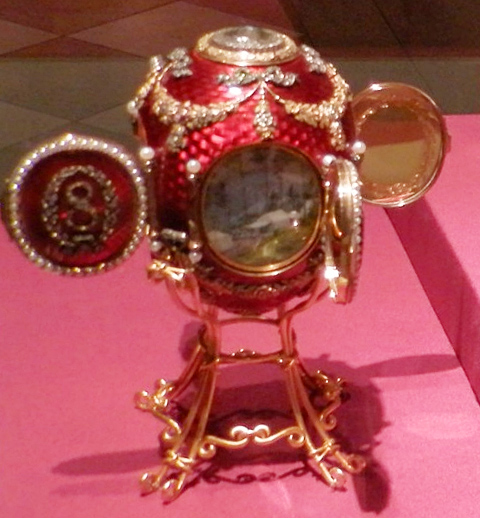
(2/3) カフカス（1893年、M）
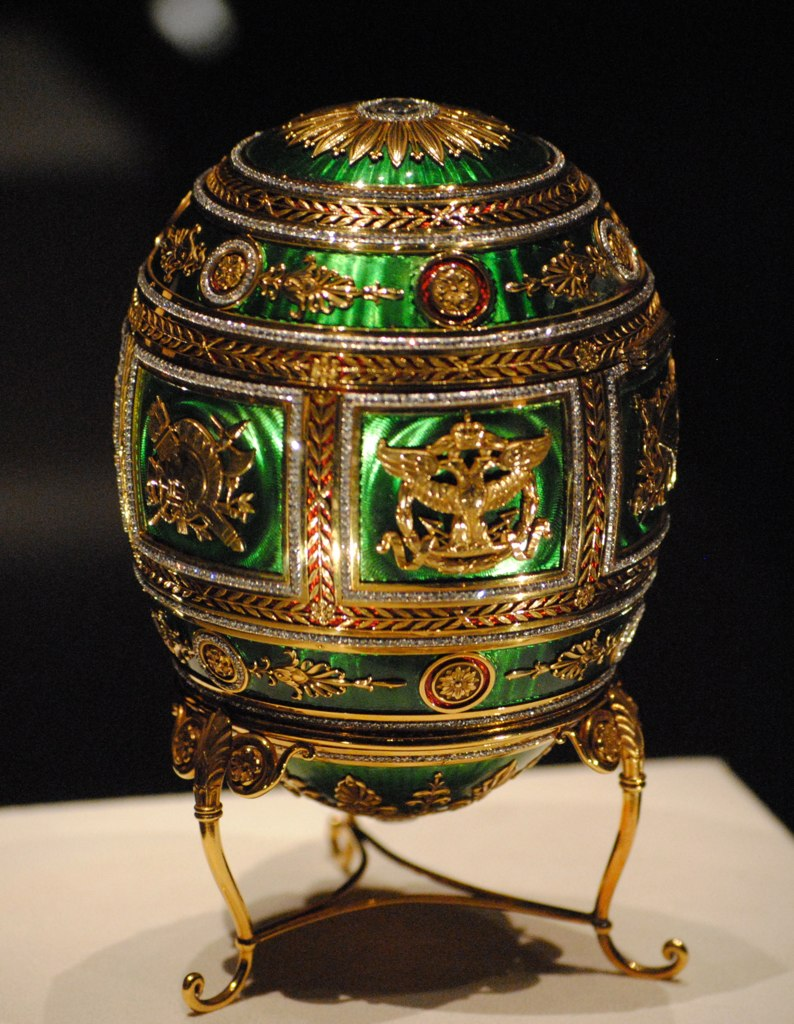
(3/3) ナポレオン (1912年、M）
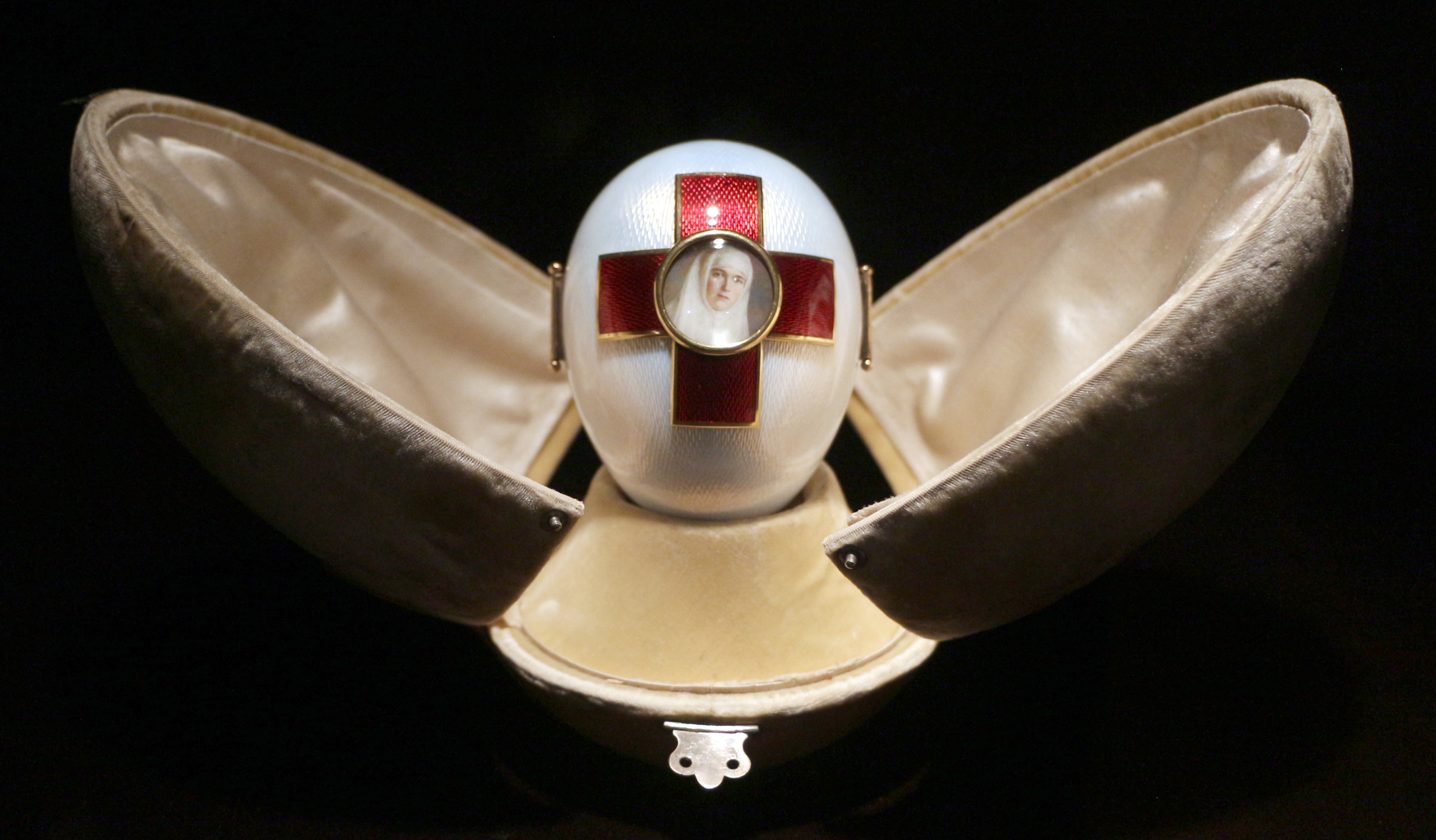
クリーブランド美術館 1点

イギリス王室収集品 2点
- - 列柱の時計（1910年、A）
  - モザイク（1914年、A）

クリーブランド美術館 1点

個人コレクション（3点のうちの1点）
パンジーという卵の中に納めてあった写真立て。（1899年、M）

- - キリストと聖女の像と赤十字（1915年、A）

個人コレクション 3点
- - 愛の記念品（別名：揺りかごと花綱）※皇帝の卵ではない
  - 青い縞模様のエナメル　※皇帝の卵ではない
  - パンジー（1899年、M）—表面に並ぶ楕円にあしらった飾り文字はニコライ2世の家族のイニシャルで、ローマ字とキリル文字を重ねてある。上部の飾りはロマノフ家の宝冠の形[注釈 6]。

### メトロポリタン美術館
ファベルジェの宝飾品の展覧会を開いた際、メトロポリタン美術館はグレイ旧蔵の卵の新しい持ち主マクフェリン夫妻の提供した皇帝のイースターエッグに合わせて、ニコライ2世（1868年 - 1918年）の父方の叔母に当たるロシア大公妃マリア・パヴロヴナがかつて持ち主だった宝飾品およそ100点とともに展示した。宝石細工のタバコケースやカフリンクなどである。
パヴロヴナの財宝はロシア革命後の混乱期にストックホルムで密かに隠されてきた品々の一部である。スウェーデンの外交官がパヴロヴナから預かり、ボルシェビキに没収されないよう隠した地下貯蔵室を地元住民と警察が守り通したという。発見されて3年後にオークションに出品されるとコレクターが一括で競り落としたため、ロシア皇族が所有したファベルジェの宝飾品としては珍しく散逸をまぬがれた。

### バージニア州立美術館

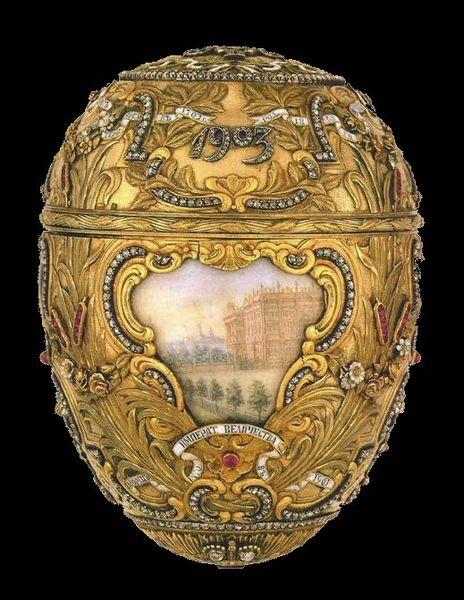
ピョートル大帝（1903年、A）

ファベルジェの宝飾品の展覧会が2011年に開かれた。この美術館はアメリカ屈指のロシア文物のコレクション を#リリアン・プラットから遺贈され、皇帝の卵5点を収蔵している。

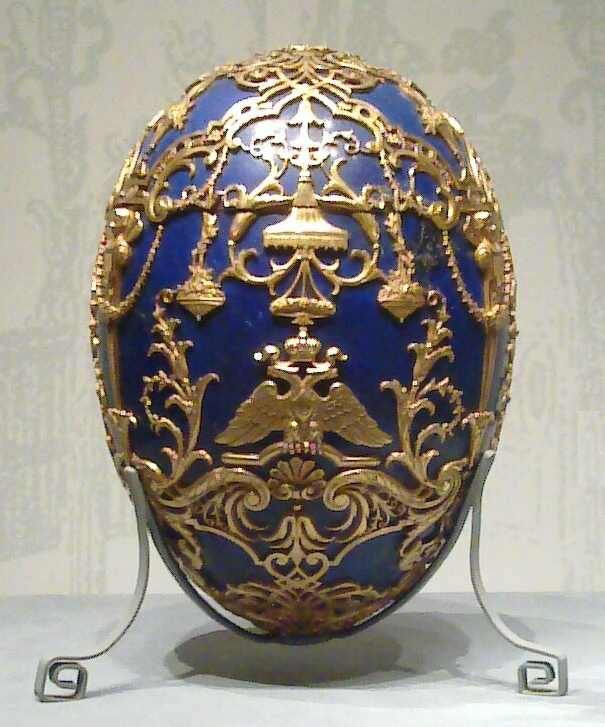
ツァレーヴィチ (1912年、A)
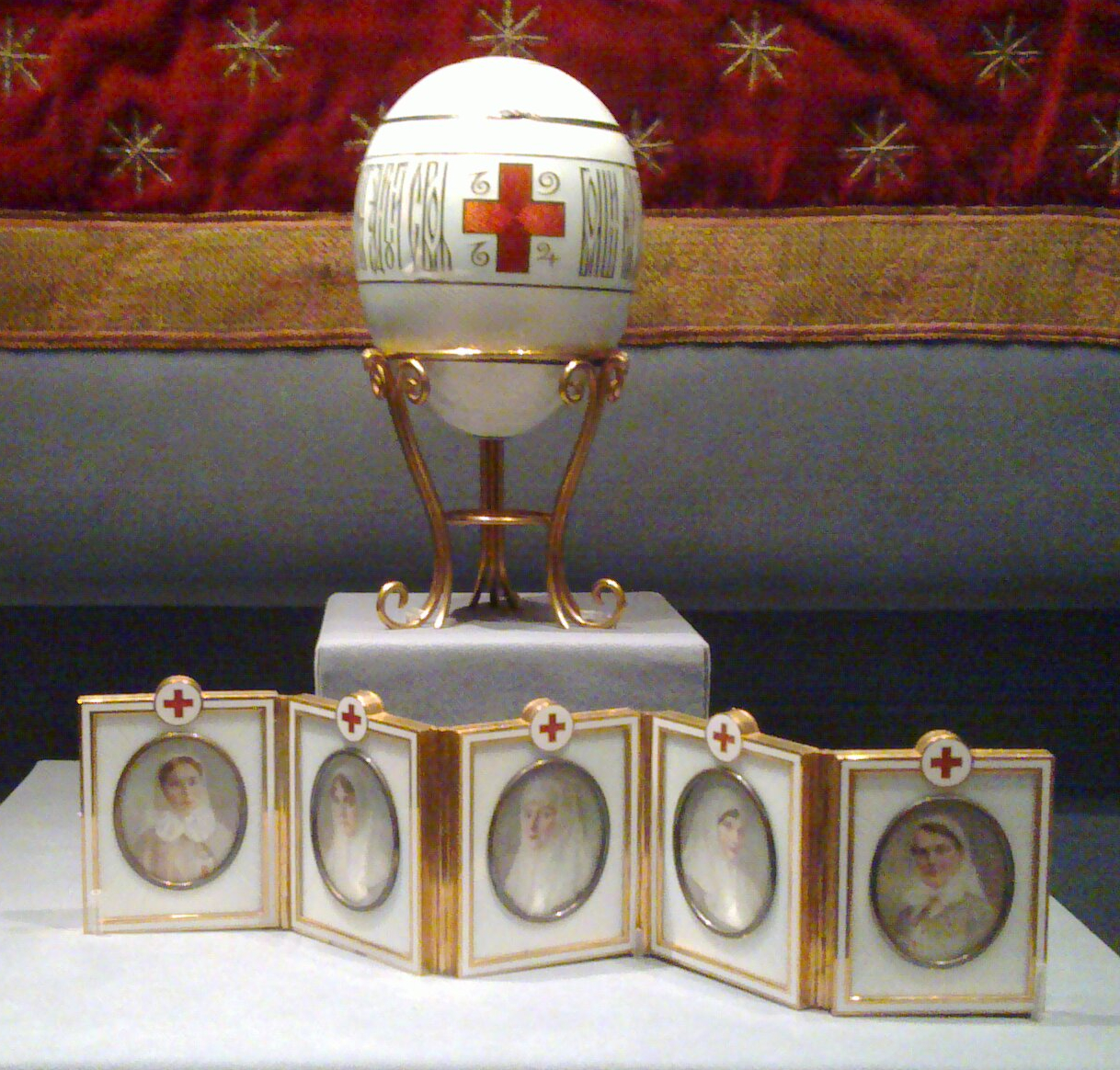
皇族の肖像と赤十字（1915年、M）

## ロシアに戻った黄金の卵
9点を数えた故マルコム・フォーブスのコレクションは、その死後、2004年2月に遺族からサザビーズのオークションに出された。ところが競売が始まる前にロシアの新興財閥社長ヴィクトル・ヴェクセリベルクが代理人として全点買い取った。購入者アレクサンドル・イワノフ (美術蒐集家)は、ソビエト崩壊後の大富豪で美術品コレクターである。それまで、ファベルジェが作った卵の最高額は2002年に付いた「冬」の960万ドルだったが、フォーブス・コレクションの落札は9点で1億ドルに達したといわれ記録を塗り替えたのである。イヴァノフとヴェクセリベルクたちが計画したファベルジェ美術館はサンクトペテルブルクに開館した。
2013年、イギリスのテレビ局が組んだドキュメンタリー番組 BBC Four の取材に応じたヴェクセリベルクは、インペリアル・イースター・エッグ 9 点の収集に 1 億アメリカドル以上をつぎ込んだと明かしている。ロシア国民として国の歴史と文化を伝える貴重な品、世界最高の宝飾品を守ろうと収集したのであって、自宅に飾り独占するためではないと強調すると、番組内で美術館を建てて所有するファベルジェの卵を公開するつもり だと語った (美術館は2013年11月19日にサンクトペテルブルクに開館。サンクトペテルブルクのファベルジェ美術館も参照)。

### ロスチャイルドのエッグ
2007年11月、競売会社クリスティーズが「ファベルジェの時計」と題してロスチャイルドのエッグ (英語) をオークションにかけると、890万ポンドで競り落とされた (手数料込み)。この「時計」は以前、1964年発行の L'Objet 1900 ( Maurice Rheims 著) に図版 29として載ったことがあるものの、ファベルジェが納めて以来、実物が公開されたことはなく競売に先立って2007年10月にクリスティーズが開いたモスクワの内覧会で初めてその姿を現したのだ。製作は1902年、エドゥアール・ド・ロチルド 男爵の婚約祝いの品で、時計を組み込み、正時に卵の頂点が開くとおんどりが現われて翼をひろげる仕かけを施してある。クリスティーズでロシアの美術工芸品部門をまとめるアレクシス・デ・ティーゼンハウセンによると、このときの競売は当時の史上最高の落札額を付け、世界一高価な時計であり、ロシアからの出品で初めてこれほどの高額を呼んだ、これら3つの点で意義深いという。それ以前、ファベルジェの卵についた最高の落札額は960万アメリカドル。2002年に取引された「冬」 (1913年製) である。
ロスチャイルドのエッグは2014年12月8日、エルミタージュ美術館創設250年記念 の祝いの席でロシア政府より移管された。授贈式はロシア連邦大統領ウラジーミル・プーチンが主催、ロスチャイルドのエッグに加えてファベルジェの作品をもう1点贈りスピーチを述べた。「エルミタージュに贈り物をしたいと思います。カール・ファベルジェ製作の時計、さらにもう1点、卵の時計、これも同じ人物の作品です。時計はかつてアレクサンドル3世とマリア・フョードロヴナの成婚25周年の記念に作られ、もう1点はロスチャイルドのファベルジェ・エッグと呼ばれています。今後、館内のふさわしい場所に展示されることを期待します」。2015年7月時点でそのファベルジェの卵の時計は館内に展示されていない。
じつはこれらは美術収集家アレクサンドル・イヴァノフ より2014年にロシア政府に寄贈されたのである。2014年12月1日付けでイギリスとドイツの税務官がイワノフのファベルジェ美術館 (バーデンバーデン) に立ち入り調査を行い、ロスチャイルドの卵をめぐる脱税問題との関係が注目された。
創業家の手を離れた「ファベルジェ」というブランドはその後も所有者を変えて、2007年10月時点の継承者はふたたびファベルジェ家と手を組んでブランドの価値を高めたいと発表した。

## 皇帝のイースターエッグの所在
| 施設・持ち主                                                                                    | 写真 | 点数 | 名前 |
| ----------------------------------------------------------------------------------------------- | ---- | ---- | --- |
| クレムリン武器宮殿 (ロシア・モスクワ)                                                           |      | 10   | アゾフの思い出、 百合の花束の時計、シベリア鉄道、クローバー、モスクワのクレムリン宮殿、アレクサンドル宮殿、スタンダールの帆船、馬に乗るアレクサンドル3世、ロマノフ王家の300年、鉄の砲弾 |
| ファベルジェ美術館(サンクトペテルブルク) (リンク・オブ・タイム財団ヴィクトル・ヴェクセリベルク) |      | 9    | 最初のめんどり (黄金の卵)、ルネサンス、薔薇のつぼみ、戴冠式、すずらん、若いおんどり、 15周年、月桂樹 (オレンジの樹)、 聖ゲオルギ勲章                                                    |
| バージニア州立美術館(アメリカ合衆国バージニア州リッチモンド) リリアン・プラット寄贈             |      | 5    | 水晶 (回転するミニチュア絵画)、ペリカン、ピョートル大帝、ツァレーヴィチ (皇太子アレクセイ)、皇族の肖像と赤十字                                                                          |
| ロイヤル・コレクション (イギリス・ロンドン)                                                     |      | 3    | 野の花の籠、列柱の時計、 モザイク |
| メトロポリタン美術館 (ニューヨーク市) マチルダ・ゲディングス・グレイ財団寄託                    |      | 3    | デンマークの宮殿、カフカス、ナポレオン (ナポレオン皇帝) |
| Edouard et Maurice Sandoz 財団 (スイス・ローザンヌ)                                             |      | 2    | 白鳥、孔雀 |
| ヒルウッド邸美術館 マージョリー・メリウェザー・ポスト寄贈 (ワシントン)                          |      | 2    | アレクサンドル3世の肖像、グリセイユ・浮彫り（エカテリーナ女帝） |
| ウォルターズ美術館 (メリーランド州ボルティモア                                                  |      | 2    | ガッチナ宮殿、薔薇の格子 |
| クリーブランド美術館 (オハイオ州クリーブランド                                                  |      | 1    | キリストと聖女の像と赤十字 |
| アルベール2世 (モナコ大公)コレクション (モナコ・モンテカルロ)                                   |      | 1    | 青い蛇の時計 |
| ファベルジェ美術館 (ドイツ・バーデン＝バーデン) Alexander Ivanov寄託                            |      | 1    | カレリヤの白樺 (白樺) |
| カタール 首長                                                                                   |      | 1    | 冬 |
| 個人コレクション数ヶ所                                                                          |      | 4    | ダイヤの格子、パンジー、Love Trophies、3番目の卵 |

## ケルヒ・エッグの所在
| 設/所有者                                         | 写真 | 点数 | 名前                                                        |
| ------------------------------------------------- | ---- | ---- | ----------------------------------------------------------- |
| ファベルジェ美術館 (ロシア・サンクトペテルブルク) |      | 2    | ケルヒのめんどり、ケルヒのおんどり                          |
| ロイヤル・コレクション                            |      | 1    | 12のパネル                                                  |
| 個人コレクション数ヶ所                            |      | 4    | 松ぼっくり、りんごの花、荒磯の貝殻 (ロカイユ)、ボンボン入れ |

## その他のエッグの所在
皇帝とケルヒ以外の人々に納められたもの。
| 製作年    | 名前                                  | 写真 | 特徴 | 施設/持ち主                                                                               | 所在地               |
| --------- | ------------------------------------- | ---- | ---- | ----------------------------------------------------------------------------------------- | -------------------- |
| 1902      | マールバラ公爵夫人 (ピンクの蛇の時計) |      |      | ファベルジェ美術館 リンク・オブ・タイム財団所有ヴィクトル・ヴェクセルベルク・コレクション | サンクトペテルブルク |
| 1885–89   | キリストの復活                        |      |      | ファベルジェ美術館 リンク・オブ・タイム財団所有ヴィクトル・ヴェクセルベルク・コレクション | サンクトペテルブルク |
| 1899–1903 | 春の花々                              |      |      | ファベルジェ美術館 リンク・オブ・タイム財団所有ヴィクトル・ヴェクセルベルク・コレクション | サンクトペテルブルク |
| 1899–1903 | スカンジナビア                        |      |      | ファベルジェ美術館 リンク・オブ・タイム財団所有ヴィクトル・ヴェクセルベルク・コレクション | サンクトペテルブルク |
| 1907      | ユスポフ                              |      |      | ノバルティス 財団 (Edouard et Maurice Sandoz コレクション)                                | スイス・ローザンヌ   |
| 1902      | ロスチャイルド                        |      |      | エルミタージュ美術館                                                                      | サンクトペテルブルク |
| 1885–91   | 青い縞模様のエナメル                  |      |      | 個人コレクション                                                                          |                      |
| 1914      | ノーベルの氷 (雪片)                   |      |      | 個人コレクション                                                                          |                      |